# Dominique Johnson
Dominique Johnson (ur. 9 czerwca 1987 w Detroit) – amerykański koszykarz grający na pozycjach rzucającego obrońcy i niskiego skrzydłowego, obecnie zawodnik Entente Orleans 45.
1 listopada 2010 został wybrany w trzeciej rundzie draftu D-League (2010 Annual NBA Development League Draft) przez Idaho Stampede z numerem 16. Nie rozegrał z zespołem żadnego spotkania sezonu zasadniczego, ponieważ już 15 dni później został zwolniony. 22 stycznia 2011 związał się z zespołem Texas Legends, w którego barwach spędził prawie dwa pełne sezony. 5 listopada 2012 w ramach wymiany znalazł się w Santa Cruz Warriors, zespół zwolnił go jednak przed rozpoczęciem rozgrywek regularnych. 4 dni później został zawodnikiem Canton Charge. 19 marca 2013 roku trafił do Sioux Falls Skyforce, po czym zwolniono go po rozegraniu zaledwie jednego spotkania.
W sezonie 2013/14 trafił do Śląska Wrocław. We wrześniu 2014 roku podpisał kontrakt z Jeziorem Tarnobrzeg.
26 lipca 2017 został zawodnikiem Umana Reyer Wenecja. 13 sierpnia 2018 dołączył do włoskiego Flexx Pistoia.
23 sierpnia 2019 zawarł umowę z francuskim Entente Orleans 45.

## Osiągnięcia
Stan na 23 sierpnia 2019, na podstawie, o ile nie zaznaczono inaczej.
College
- Finalista NAIA (2010)
- Zaliczony do:
  - I składu:
    - NAIA (2010)
    - turnieju NAIA (2010)

  - III składu NAIA (2009)

Drużynowe
- Mistrz Libanu (2019)
- Zdobywca pucharu:
  - FIBA Europe Cup (2018)
  - Polski w barwach Śląska Wrocław (2014)
  - Libanu (2019 – Antoine Choueiri Cup)[7]
- 3. miejsce podczas mistrzostw Włoch (2018)

Indywidualne
- Lider:
  - strzelców TBL (2015)[8]
  - TBL w skuteczności rzutów za 3 punkty (2015)[8]
  - strzelców turnieju Tauron Basket Cup 2013 rozegranego we wrocławskiej Hali Stulecia
- Uczestnik 2012 NBA Pro Summer League w Las Vegas w barwach Sacramento Kings (3 mecze, średnio 9 pkt, 1as)
- 2-krotnie zapraszany na przedsezonowe treningi przez drużyny NBA – Sacramento Kings (2012) i Minnesota Timberwolves (2011)